# Eleccions presidencials colombianes de 2018
Les eleccions presidencials de Colòmbia de 2018 es van celebrar el 27 de maig.

## Sistema electoral
Tenen dret a vot tots els ciutadans majors de 18 anys amb nacionalitat colombiana que no se'ls hi hagi negat el dret a vot i estiguin inscrits al cens electoral. El dret a sufragi passiu està limitat als ciutadans amb nacionalitat colombiana majors de 30 anys.
En aquestes eleccions s'escull el càrrec de president i de vicepresident alhora, sense possibilitat de reelecció en el futur. Si cap candidat aconsegueix la meitat més un dels vots en una primera ronda, se celebrarà una segona ronda entre els dos candidats que hagin rebut més vots a la primera i serà proclamat vencedor aquell que aconsegueixi una majoria simple dels vots.Si cap candidat rep la meitat més un dels vots, se celebrarà una segona volta el 17 de juny del mateix any.
El candidat guanyador serà escollit President de Colòmbia per a un període de 4 anys, entre el 7 d'agost de 2018 i el 7 d'agost de 2022. El president Juan Manuel Santos no és elegible, ja que ha estat president durant dues legislatures.

## Candidats
Llista de candidats a les eleccions:):
| Partit/aliança | Partit/aliança | Candidat a President   | Candidat a vicepresident |
| -------------- | --- | ---------------------- | ------------------------ |
|                | Coalició Colòmbia - Aliança Verda - Moviment Compromís Ciutadà - Pol Democràtic Alternatiu                                                                                           | Sergio Fajardo         | Claudia López Hernández  |
|                | Partit Liberal – Aliança Social Independent - Aliança Social Independent - Moviment El Nostre Partit és Colòmbia - Partit Liberal                                                    | Humberto de La Calle   | Clara López              |
|                | Colòmbia Humana - Llista de la Decència - Moviment Alternatiu Indígena i Social - Moviment Colòmbia Humana - Unió Patriòtica                                                         | Gustavo Petro          | Ángela María Robledo     |
|                | Gran Aliança per Colòmbia - Centre Democràtic - MIRA - Moviment La Pàtria Dempeus - Moviment Per una Colòmbia Honesta i Forta - Moviment Colòmbia Justa Lliures - Som Regió Colòmbia | Iván Duque Márquez     | Marta Lucía Ramírez      |
|                | Mejor Vargas Lleras - Moviment Ante Todo Colombia - Moviment Mejor Vargas Lleras - Partit Canvi Radical - Partit Conservador Colombià - Partit Social d'Unitat Nacional              | Germán Vargas Lleras   | Juan Carlos Pinzón       |
|                | Tots som Colòmbia | Jorge Antonio Trujillo | Fredy Obando Pinillo     |

## Resultats
El 27 de maig de 2018 Iván Duque Márquez va guanyar la primera volta presidencial amb el 39,14 % dels vots, que corresponen a 7.569.693 vots. El 17 de juny de 2018 va vèncer en la segona volta presidencial amb el 54 % dels vots, que corresponen a 10.373.080 vots contra 8.034.189 del seu rival Gustavo Petro, la votació més alta en la història d'una segona tornada presidencial a Colòmbia.